# Мокришка
Мокришка — річка в Україні, в Звягельському районі Житомирської області. Права притока Уборті (басейн Прип'яті).

## Опис
Довжина річки приблизно 4,4 км. Повністю каналізована.

## Розташування
Бере початок у Нараївці. Тече переважно на південний захід і біля Кулішів впадає у річку Уборть, праву притоку Прип'яті.